# Brongniartieae
Brongniartieae és una tribu de plantes amb flors que pertany a la subfamília de les fabòidies dins de la família de les fabàcies. Aquesta tribu té quatre gèneres en Austràlia i dos gèneres tropicals en Amèrica.
Basant-se en dades morfològiques i moleculars s'ha establert la següent conclusió. Les anàlisis confirmen el monofiletisme de la tribu i demostra que el gènere americà Brongniartia està més estretament relacionat amb els gèneres australians que amb Harpalyce, l'altre gènere americà de la tribu. Hi ha proves que mostren que el gènere australià Plagiocarpus està relacionat amb Brongniartia. Per altra banda el gènere Templetonia és polifilètic. Templetonia biloba, T. incana i Lamprolobium formen un grup monofilètic. Les anàlisis també recolzen el reconeixement dels tres grups del gènere Hovea com a endèmics d'Austràlia.

## Gèneres
- Brongniartia
- Harpalyce